# جربان (المخادر)

تعديل مصدري - تعديل

جربان محلة تابعة لقرية الحيفة، التابعة لعزلة الشرف بمديرية المخادر إحدى مديريات محافظة إب في الجمهورية اليمنية، بلغ تعداد سكانها 52 حسب تعداد اليمن لعام 2004.